# Ломаня
Лома̀ня (на италиански: Lomagna, на западноломбардски: Lumagna, Луманя) е малко градче и община в Северна Италия, провинция Леко, регион Ломбардия. Разположено е на 255 m надморска височина. Населението на общината е 4849 души (към 2014 г.).